# 登納
登納（挪威語：Dønna）是挪威諾爾蘭郡的一個市镇，行政中心为索尔菲耶尔舍恩村。市镇面积为192.55平方公里，2023年人口数量为1,391人。